# راه افعی
راه افعی (سوئدی: Ormens väg på hälleberget) فیلمی در ژانر درام به کارگردانی بو ویدربرگ است که در سال ۱۹۸۶ منتشر شد. از بازیگران آن می‌توان به استینا اکبلاد، استلان اسکاشگورد، پرنیلا آگوست، و ملیندا کینامان اشاره کرد.